# Molí d'oli (Collbató)
Molí d'oli és un edifici del municipi de Collbató (Baix Llobregat) protegida com a bé cultural d'interès local.

## Descripció
Es tracta d'un edifici de planta trapezoïdal construït en un volum senzill aguantat per murs de càrrega de gruix variable i amb poques finestres. Els murs són de pedra engaltada amb maons massissos i pedra petita intercalada. La coberta és a dues aigües amb teules àrabs col·locades en sec sobre llates i bigues de fusta. L'única nau té petites construccions afegides per acollir-hi l'oficina i el bany del molí, que no respecten les formes i els materials del conjunt. A l'interior de la nau hi ha els cups per a la premsa d'oli, maquinària dels anys 20 en estat regular de funcionament i la mola de pedra del molí antic. El sostre i la coberta han estat rehabilitats recentment. L'edifici s'ha renovat recentment per recuperar la funció de molí d'oli.

## Història
Inicialment era un corral de bestiar que a inicis del segle XX fou reconvertit en molí d'oli. El seu valor cultural rau sobretot en el fet que encara funciona com a premsa, de manera semiartesanal, cosa que permet conèixer de primera mà a través de la seva activitat el procés de producció de l'oli. A causa del seu estat regular de conservació, és urgent una rehabilitació interior que permeti continuar fabricant-hi oli amb el compliment de totes les mesures sanitàries. Es proposa destinar una part del local a museu de l'oli.